# Катастрофа DC-9 в Хантингтоне
Катастрофа DC-9 в Хантингтоне (также известная как Катастрофа футболистов университета Маршалла) — крупная авиационная катастрофа, произошедшая в субботу 14 ноября 1970 года. Авиалайнер McDonnell Douglas DC-9-31 авиакомпании Southern Airways выполнял чартерный рейс SO932 по маршруту Атланта—Кинстон—Хантингтон—Хопкинсвилл—Александрия—Батон-Руж, но при заходе на посадку в Хантингтоне врезался в землю в 1,6 км от аэропорта Хантингтона и разрушился. Погибли все находившиеся на его борту 75 человек — 71 пассажир и 4 члена экипажа; 45 из них являлись членами футбольной команды университета Маршалла (37 игроков и 8 тренеров).
На 2020 год катастрофа рейса 932 остаётся крупнейшей в истории штата Западная Виргиния и в истории авиакомпании Southern Airways.

## Самолёт
McDonnell Douglas DC-9-31 (регистрационный номер N97S, заводской 47245, серийный 510) был выпущен в 1969 году (первый полёт совершил 21 мая). 20 июня того же года поступил в американскую региональную авиакомпанию Southern Airways, где также получил флотский номер 932. На день катастрофы налетал 3667 часов. Оснащён двумя двухконтурными турбовентиляторными двигателями Pratt & Whitney JT8D-7 с заводскими номерами P-657140D (левый №1, наработка 8473 цикла «взлёт-посадка» и 5030,8 часов) и P-657297D (правый №2, наработка — 8120 циклов «взлёт-посадка» и 4533,9 часа). Максимальный взлётный вес самолёта был установлен как 44 154 килограмма, а максимальный посадочный вес для посадки на мокрую ВПП в аэропорту Хантингтона определили как 42 299 килограммов. Пределы центровки составляли от 6 до 32% САХ. В роковом рейсе при вылете из Кинстона лайнер, по расчётам, имел вес 43 452 килограмма при центровке 18,4% САХ. При заходе на посадку в Хантингтоне вес лайнера, согласно расчётам, составлял 40 476 килограммов при центровке 17,12% САХ, что в пределах допустимого.

## Экипаж
Состав экипажа рейса SO932 был таким:
- Командир воздушного судна (КВС) — 47-летний Фрэнк Х. Эбботт-младший (англ. Frank H. Abbott, Jr.). Родился в 1923 году, ветеран Второй мировой и Корейской войн. Очень опытный пилот, в авиакомпании Southern Airways проработал 21 год и 3 месяца (с 21 июля 1949 года). Имел квалификацию пилота Douglas DC-3, DC-4, McDonnell Douglas DC-9, Martin 2-0-2 и Martin 4-0-4[англ.], а также одномоторных самолётов. Имел квалификацию пилота-инструктора. Налетал 18 557 часов, 2194 из них на McDonnell Douglas DC-9. По медицинским показаниям носил очки. Перед работой отдыхал 20 часов, на момент катастрофы работал уже 5 часов, в том числе 3 часа 21 минуту лётного времени[5][6].
- Второй пилот — 28-летний Джерри Р. Смит (англ. Jerry R. Smith). Родился 11 сентября 1942 года. Опытный пилот, в авиакомпании Southern Airways проработал 5 лет и 7 месяцев (с 12 апреля 1965 года). Имел квалификацию пилота Douglas DC-3, McDonnell Douglas DC-9 и Martin 4-0-4, а также одномоторных самолётов. Налетал примерно 5872 часа, 1196 из них на McDonnell Douglas DC-9. Перед работой отдыхал 18 часов, на момент катастрофы работал уже 5 часов, в том числе 3 часа 21 минуту лётного времени[5][7].

В салоне самолёта работали две стюардессы:
- Патрисия Л. Вот (англ. Patricia L. Vaught), 27 лет. В Southern Airways с 11 июня 1962 года[5][8].
- Мэри Ш. Пот (англ. Mary Ch. Poat), 28 лет. В Southern Airways с 28 марта 1964 года[5][9].

Также на борту самолёта находился координатор Дэнни М. Диз (англ. Danny M. Deese). В авиакомпании Southern Airways проработал 6 лет (с 1964 года), координировал работы по заправке и загрузке самолёта на стоянках (в том числе ускорял их в случае необходимости), а после непосредственно командиру передавал документы по погрузке. Во время полёта находился в салоне как служебный пассажир, поэтому в отчёте NTSB не указан как член экипажа.

## Хронология событий

### Вылет из Кинстона
McDonnell Douglas DC-9-31 борт N97S выполнял чартерный пассажирский рейс SO932 (SOU 932) из Атланты (Джорджия) в Кинстон (Северная Каролина), где предстояло забрать футбольную команду Университета Маршалла (игроков и тренеров), а также других пассажиров, после чего продолжать рейс с остановками в Хантингтоне (Западная Виргиния), Хопкинсвилле (Кентукки), Александрии и Батон-Руже (оба — Луизиана). Экипаж состоял из двух пилотов и двух стюардесс, а в салоне как служебный пассажир летел координатор по загрузке самолёта. После получения экипажем пакета с необходимыми документами, в 15:48 рейс 932 вылетел из Атланты и в 16:42 приземлился в Кинстоне. Здесь лайнер дозаправили, но не проводили техобслуживание, так как оно и не требовалось. Также на борт сели 70 пассажиров, после чего в 18:28 лайнер отъехал от перрона. Командир подал запрос на выполнение полёта по приборам (под радиолокационным контролем со стороны диспетчера) в Хантингтон по маршруту сперва на аэропортом Роли/Дарем, далее прямо на Пьюласки (Виргиния), а от него уже прямо на Хантингтон. Эшелон полёта был определён как FL260 (7900 метров), истинная скорость — 875 км/ч, расчётная продолжительность полёта — 52 минуты. В 18:48 рейс SO932 вылетел из Кинстона, на его борту находились 71 пассажир (включая 1 служебного) и 4 члена экипажа.

### Заход на посадку
Полёт по большей части прошёл без отклонений, а в 19:23 экипаж установил связь с авиадиспетчером подхода аэропорта Три-Штат (Хантингтон-подход), доложив: …снижаемся до пяти тысяч. В ответ диспетчер подхода дал вектор для выполнения захода на посадку на ВПП №11, добавив: …поверхностный ветер у полосы на двадцать девять — три пять ноль градусов на шесть, высотомер два девять шесть семь…. Когда экипаж подтвердил, что понял полученную информацию, диспетчер дополнительно сообщил: Погода в Хантингтоне. Отдельные три сотни; измеренные границы — переменная на пяти сотнях, сплошная на одна тысяча сто. Видимость пять, небольшой дождь, туман, дымка с неровной верхней границей на четыре-шесть сотен.
В 19:33 КВС сказал о снижении скорости до 246 км/ч, а второй пилот ответил, что подход должен занять пару минут. В 19:34 с самолёта передали о прохождении дальнего приводного радиомаяка, на что диспетчер дал разрешение на посадку, добавив также, что ветер 340° 7 узлов. Когда у экипажа спросили о состоянии подхода, тот ответил: Этап три. Тогда диспетчер взлёта и посадки (Хантингтон-башня) сообщил: Понял. Там есть «кролик»; скажете, если надо будет его запустить (англ. Roger, that's where they are, with the rabbit. Advise when you want them cut). Экипаж ответил: Очень хорошо, это было последнее сообщение с борта рейса SO932.

### Катастрофа
Согласно показаниям диспетчера посадки, он следил за рейсом 932 по радиолокатору с момента, когда тот прошёл дальний привод, хотя не видел самолёта визуально из-за тумана и дымки. Свидетели в районе посадки описывали, что в это время в регионе шёл небольшой дождь, а небо было закрыто низкой облачностью. Те, кто наблюдал самолёт, отмечали, что он следовал ниже, чем обычно это делают самолёты, хотя в остальном полёт выглядел нормальным. Один из свидетелей находился в 3,7 километрах к западу от места катастрофы и видел, как над ним на высоте всего 91 метр пролетел авиалайнер, который скрылся за холмом, после чего услышал шум увеличения мощности двигателей. Другой свидетель находился в 210 метрах к востоку от места катастрофы и наблюдал, как авиалайнер перевернулся, а затем врезался в землю. В 19:36 находившийся на вышке диспетчер посадки увидел красное зарево и огненный шар; подозревая худшее, диспетчер попытался связаться с рейсом 932, а когда тот не ответил, подал сигнал тревоги.
Летевший в темноте сквозь туман и дождь рейс SO932 пролетел над холмом (высота 270 метров над уровнем моря) и в 1690 метрах от торца ВПП №11 аэропорта Три-Штат и на 37 метров правее продолжения её оси оказался на высоте всего 13 метров над землёй, после чего в 19:35:26,5 врезался в 15-метровые тополя. Потеряв скорость, лайнер промчался сквозь лес, пропахав полосу длиной 85 метров и шириной 29 метров и, остановившись в 1286 метрах от торца ВПП, полностью разрушился и сгорел. Катастрофа произошла в точке координат 38°22′27″ с. ш. 82°34′42″ з. д., все 75 человек на его борту погибли. На настоящее время это крупнейшая авиакатастрофа в штате Западная Виргиния.

## Расследование
Расследование причин катастрофы рейса SO932 проводил Национальный совет по безопасности на транспорте (NTSB).

### Изучение данных
Согласно имеющимся документам и свидетельствам, экипаж был достаточно квалифицированным и опытным для выполнения данного полёта. Самолёт имел вес и центровку в пределах допустимого, а его системы управления, приборы и двигатели работали исправно и не имели отказов либо нарушений в работе. Но при этом следователи не смогли точно определить, хорошо знали пилоты аэропорт Три-Штат (Хантингтон) или нет.
Согласно данным параметрического самописца, авиалайнер снизился под безопасную высоту в 3,2 километрах от торца взлётной полосы, а далее его траектория не была исправлена вплоть до столкновения с деревьями. Следователям нужно было определить, почему пилоты не заметили такого крутого снижения; само снижение выполнялось под контролем автопилота и было достаточно плавным, то есть потери управления либо нарушений в работе автопилота не было. Здесь прежде всего стоит отметить сказанную в 19:31 фразу КВС: Он её захватил! Уже захватил!?; этой фразой командир решил, что автопилот уже зафиксировал момент входа в глиссаду, хотя никаких сигналов об этом не прозвучало. На самом деле этот кажущийся захват глиссады был вызван тем, что переключатель автопилота «NAV SELECT» был установлен в положение «ILS», а не «MAN G/P» или «NAV LOC», как это требуется при подходе к радиомаяку подхода. Не ловя сигнал от глиссады, автопилот поддерживал горизонтальный полёт, а после входа в глиссаду перевёл бы самолёт в снижение с вертикальной скоростью от 210 до 245 м/мин. В 19:34 командир перевёл переключатель автопилота в верное положение, но при этом решил, что автопилот вяло реагирует на команды, однако тот продолжал сохранять установленный курс. В этот период не наблюдалось никаких признаков опасной ситуации, хотя из-за отвлечения на автопилот КВС перестал следить за показаниями приборов.
За 10 секунд до начала снижения под безопасную высоту между пилотами состоялся диалог, согласно которому они видели на земле огни, либо их отблески. Считая, что самолёт находится у нижней границы облаков, КВС принял решение снизиться и пробивать облачность, чтобы опуститься под облака и заранее увидеть ВПП; тем более, что согласно показаниям диспетчера нижняя граница сплошного слоя облаков составляла 340 метров, и разве что дождь, дымка и туман несколько снижали видимость. Возможно, отблески огней действительно наблюдались, но через разрывы облаков и кратковременно, из-за чего пилоты не смогли визуально определить расстояние до них; также возможно, что за огни были приняты мимолётные проблески в облаках. В итоге в 3,2 километрах от аэропорта самолёт опустился под безопасную высоту, перейдя в снижение, которое продолжалось на протяжении вплоть до момента катастрофы. В это время свидетели на земле наблюдали рейс 932, следовавший в свободном от облаков пространстве.
Если предположить, что пилоты наблюдали огни ВПП, то, согласно имеющейся практике, у них в текущих погодных условиях должна была возникнуть иллюзия, что самолёт гораздо ближе к ВПП, чем на самом деле, да ещё и достаточно высоко. В этом случае экипаж должен был перевести лайнер в ещё более крутое снижение, что в ряде случаев и приводило к катастрофам. Но в случае с рейсом 932 никаких отклонений в траектории снижения не наблюдалось, из чего следователи сделали вывод, что пилоты на самом деле не наблюдали огни взлётной полосы. В пользу этого говорит и то обстоятельство, что экипаж, исходя из записей речевого самописца, даже не заметил снижения под безопасную высоту.
Версий, почему пилоты не заметили опасного снижения, было две. Согласно первой версии, экипаж следил за высотой по барометрическим высотомерам, в работе которых произошёл отказ, сопровождающийся завышением фактической высоты — когда второй пилот доложил о высоте 380 метров, фактическая высота составляла 290 метров. Хотя проверка возможных вариантов (неправильное выставление давления, нарушения в работе приёмников давления, влияние турбулентности) отбросила их все. Тем не менее, в отчёте указано, что причина нарушения в работе высотомеров могла быть ещё не изучена и обнаружится в дальнейшем.
Вторая версия, почему самолёт снизился под безопасную высоту, заключалась в том, что пилоты неверно использовали имевшиеся у них навигационные приборы. Возможно, что второй пилот для определения высоты использовал радиовысотомер, который измеряет высоту над местностью, но не над уровнем аэродрома. Не учитывая, что местность в районе посадки ниже, чем аэродром, пилоты ошибочно решили, что самолёт находится выше, чем на самом деле. Сопоставив данные с бортовых самописцев и ландшафтом местности, следователи определили, что разница между называемыми вторым пилотом высотами и фактической относительной высотой (над местностью) составляет не более 30 метров. То есть наиболее вероятно, что второй пилот для определения высоты использовал радиовысотомер. Когда авиалайнер подлетел к холму перед аэродромом, показания радиовысотомера резко пошли вверх, а экипаж не успел своевременно понять ситуацию и перевести самолёт в набор высоты.
Против второй версии играет то обстоятельство, что при заходе на посадку в неизвестных аэропортах над неизученной местностью опытные пилоты не стали бы использовать радиовысотомер. Даже если бы второй пилот рейса 932 использовал радиовысотомер, то КВС должен был использовать барометрический высотомер, который выдавал совсем другие показания. Но есть вероятность, что КВС не следил за приборами, полностью доверившись второму пилоту по контролю за высотой. Также данные с параметрического самописца по темпу снижения не соответствовали значениям, озвучиваемым вторым пилотом. После пересмотра этой версии следователи решили, что она также неубедительна.

### Окончательный отчёт расследования
1. Пилоты имели необходимую квалификацию и лицензии для выполнения полёта.
2. Авиалайнер имел необходимые сертификаты и обслуживался в соответствии с установленными правилами и положениями, а также был подготовлен для выполнения полёта.
3. Данный «регулярный» чартерный рейс проводился в соответствии с установленными положениями Федерального управления гражданской авиации США (FAA) и правилами авиакомпании Southern Airways.
4. Правила по выполнению данного рейса были оговорены между авиакомпанией Southern Airways и университетом Маршала, а загрузка была выполнена в соответствии с установленными для данного типа самолёта правилами.
5. Для выполнения чартерного рейса авиакомпания использовала те же самолёт, экипаж, карты и схемы, что и для выполнения обычных регулярных рейсов.
6. При вылете рейса 932 в Хантингтон диспетчер руководствовался тем, что в аэропорту прибытия взлётная полоса будет мокрой, но по правилам FAA пригодна для выполнения посадки.
7. Вес и центровка самолёта при заходе на посадку в Хантингтоне были в пределах допустимого.
8. Взлётно-посадочная полоса в аэропорту Три-Штат была пригодна для посадки при текущих погодных условиях.
9. Радионавигационное оборудование курсо-глиссадной системы аэропорта обеспечивало только боковое, но не вертикальное наведение на полосу; в момент катастрофы оно работало исправно.
10. Светотехническое оборудование аэропорта, включая огни высокой интенсивности, бегущие огни («Кролик») и огни ВПП в момент катастрофы были включены и работали исправно.
11. Погодный минимум по выполнению подхода для данного рейса был указан таким же, как и для любого другого прибывающего в Хантингтон обычного рейса: вертикальная видимость — 380 метров, горизонтальная — 1,6 километра. Этот минимум соблюдался и позволял выполнять посадку.
12. В районе аэропорта в это время находилась разрозненная облачность с нижней границей 91 метр, переменная на 150 метров и сплошная на 340 метров, видимость 8 километров, дождь, туман, дымка. Однако погодные условия в районе захода на посадку были гораздо хуже.
13. Комиссия не смогла найти никаких доказательств неисправностей или отказов в конструкции самолёта, работе систем управления или двигателей.
14. Не было найдено никаких доказательств загрязнения или нарушения в работе статических приёмников давления или трубок Пито. Маловероятно, чтобы в работе этой системы имелись нарушения.
15. Автопилот был включён командиром на протяжении всего подхода и нет никаких доказательств в нарушении работы автопилота.
16. Согласно записям переговоров в кабине, пилоты перед вылетом ознакомились с процедурами по выполнению посадки в Хантингтоне и знали о минимальной высоте.
17. Однако пилоты намеренно отклонились от некоторых процедур по выполнению захода. Какие отклонения были совершены умышленно, комиссия установить не смогла, так как из записей переговоров следовало, что пилоты следили за высотой.
18. Лайнер опустился под безопасную высоту 380 метров за 3,2 километра от начала ВПП и снижался более чем на 91 метр, прежде чем экипаж задействовал режим ухода на второй круг или прерыванию захода.
19. Когда второй пилот сказал «Четыре сотни», возможно имелось в виду, что по данным высотомера самолёт находится на безопасной высоте.
20. Пилоты не знали, что на самом деле они опустились под безопасную высоту.
21. Экипаж видел свечение от огней подхода, но не мог на протяжении всего подхода чётко увидеть хотя бы часть взлётно-посадочной полосы.
22. Точно установить, почему экипаж не заметил снижения под безопасную высоту, комиссия не смогла. Есть лишь две основные версии: либо произошло нарушение в работе приёмников воздушного давления, из-за чего барометрические высотомеры завышали показания фактической высоты, либо экипаж руководствовался показаниями радиовысотомера в условиях захода на посадку над пересечённой местностью.
23. Катастрофы можно было бы избежать, если бы снижение выполнялось под нестандартным углом, но зато несколько позже.

14 апреля 1972 года NTSB опубликовал окончательный отчёт расследования (AAR-72-11), согласно которому катастрофа рейса SO932 произошла из-за незамеченного экипажем снижения под безопасную высоту в условиях неточного захода на посадку в сложных погодных условиях и без визуального наблюдения начала взлётно-посадочной полосы. Точную причину, по которой самолёт незаметно снизился под безопасную высоту, NTSB установить не смог; есть только две версии, что это произошло либо из-за неправильного использования экипажем навигационных приборов в кабине, либо из-за нарушений в работе системы давления барометрических высотомеров.

## Трагедия университета Маршалла

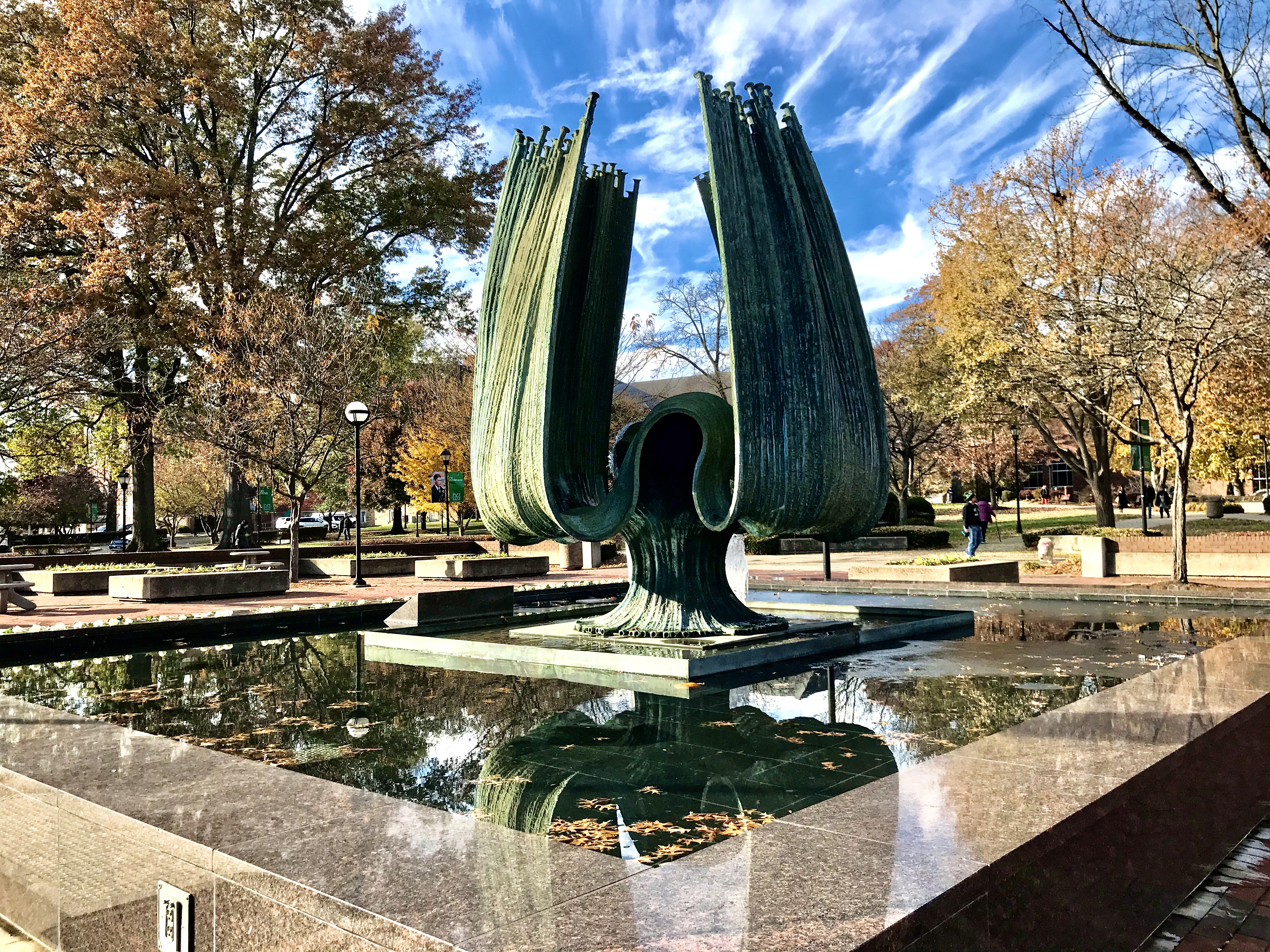
Мемориальный фонтан университета Маршала

На борту рейса 932 находились футбольная команда университета Маршалла в составе 45 человек, которая возвращалась после игры с командой университета Восточной Каролины, а также группа их фанатов. В катастрофе погибли почти все основные тренеры, а также почти все игроки из состава команды, что поставило под угрозу само существование футбольной программы в университете. Команду возглавил молодой тренер Джек Лендьел (англ. Jack Lengyel), который через несколько лет сумел полностью возродить футбольную команду.
В память о катастрофе 12 ноября 1972 года во дворе университета Маршалла был установлен мемориальный фонтан высотой более 4 метров и весом 2900 килограммов. Ежегодно 14 ноября вода в фонтане отключается, тем самым символизируя оборванную жизнь погибших в катастрофе рейса 932. Вновь воду включают только весной. В 2008 году фонтан был отреставрирован.
Также памятники жертвам катастрофы установлены на городском кладбище и зданиях стадионов.

## Культурные аспекты

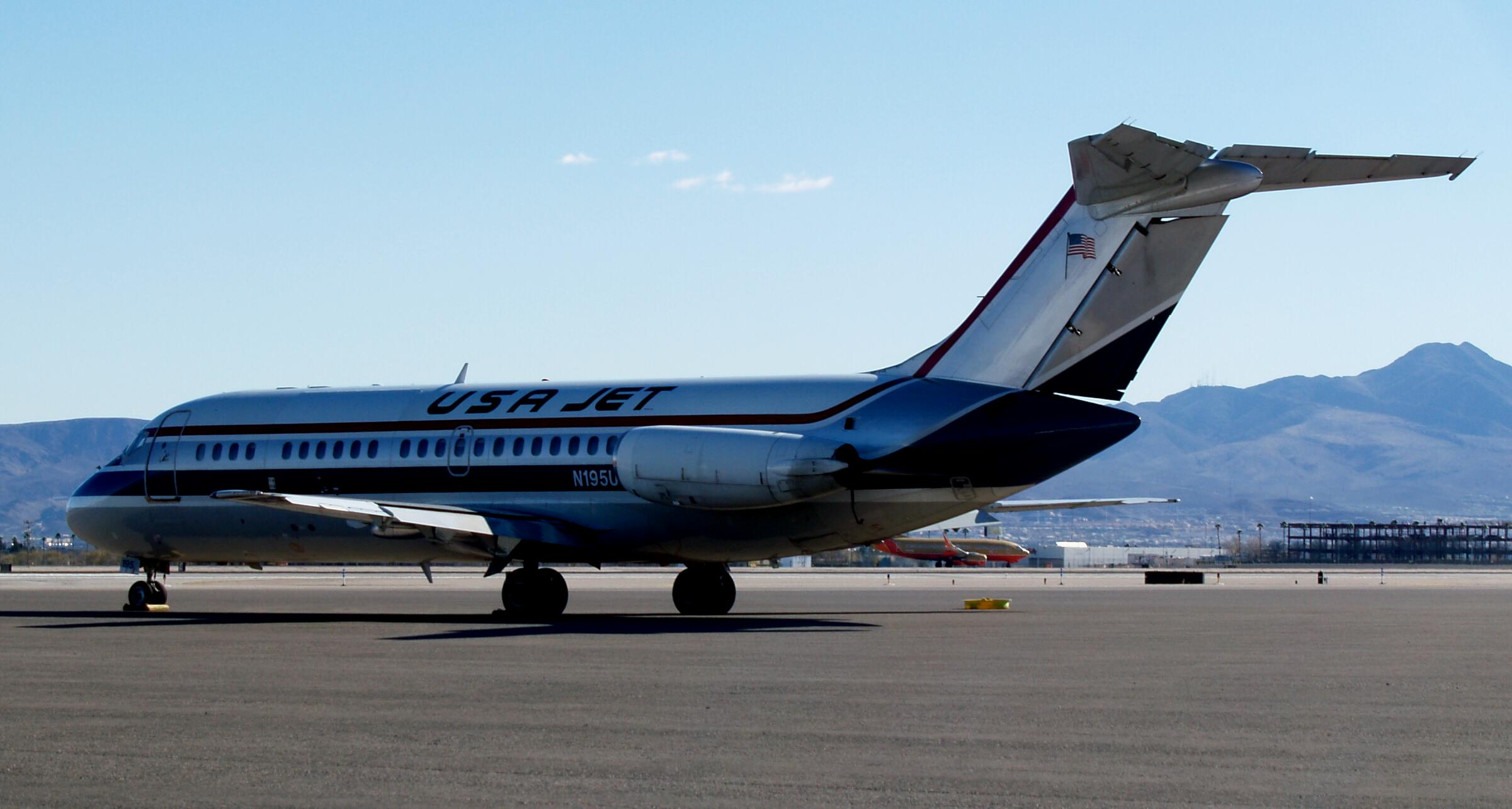
Снявшийся в фильме борт N195US в 1994 году (в период эксплуатации в USA Jet Airlines)

Сюжет фильма «Мы — одна команда» режиссёра Макджи завязан на катастрофе рейса 932 и её последствиях. «Роль» разбившегося борта N97S сыграл перекрашенный авиалайнер McDonnell Douglas DC-9-15 борт N195US (разбившийся самолёт был модели DC-9-31).

### Комментарии
1. ↑  В документах авиакомпания Southern Airways указала рейс SO932 как «по маршруту» вместо «чартерный», так как Федеральное управление гражданской авиации США (FAA) предъявляет к чартерным рейсам более высокие требования по сравнению с регулярными, особенно чуть более высокие погодные минимумы для посадки
2. ↑  Здесь и далее указано Североамериканское восточное время — EST
3. ↑  «Кролик» англ. Rabbit — разговорное название бегущего огонька, создаваемого огнями подхода для наведения самолётов, прибывающих на взлётно-посадочную полосу